# Izudin Kapetanović
Izudin Kapetanović (Tuzla, 1. rujna 1953.), magistar Elektrotehničkog fakulteta Sveučilišta u Sarajevu i političar. Predsjednik Vlade Federacije Bosne i Hercegovine od 31. siječnja do 18. prosinca 1996. Rektor Sveučilišta u Tuzli od studenog 2000. do veljače 2006.